# Michaelia Cash
Pour les articles homonymes, voir Cash.
Michaelia Clare Cash, née le 19 juillet 1970, est une femme politique australienne, membre du Parti libéral. 
Depuis 2008, elle est sénatrice de l'Australie-Occidentale et de 2021 à 2022, Procureure générale d'Australie. 
De 2015 à 2021, elle est successivement ministre des Femmes, ministre de l'Emploi, ministre des Emplois et de l'Innovation dans les gouvernements de Malcolm Turnbull et ministre de l'Emploi, des Compétences, des Petites et des Entreprises Familiales dans les gouvernements de Scott Morrison.